# Eduard Donkersloot
Eduard Donkersloot (Uithuizermeeden, 30 augustus 1821 – Nieuwer-Amstel, 1 maart 1896) was een Nederlandse genees- heel- en verloskundige.
hij was de zoon van de Rotterdamse handelaar Nicolaas Donkersloot en Agatha Catharina Duden. Hij was de jongere broer van Nicolaas Bernhard Donkersloot. In de verte was hij verwant aan Willem Donkersloot, een achttiende-eeuwse hoofdman van het chirurgijnsgilde Collegium Anatomico-chirurgicum.
Donkersloot had vermoedelijk zijn opleiding gedaan in de geneeskunde, chirurgie en verloskunde aan de Rotterdamse Klinische School. Hij werkte in Terschelling, Oud-Loosdrecht, Hilversum, Winterswijk, Nieuwer-Amstel en Amsterdam.
In 1857 trouwde Donkersloot in Amsterdam met Wilhelmina Debora Kirberger (1823 – 1895). Zij kregen twee kinderen.
Tot zijn dood hield Donkersloot praktijk aan de Weesperzijde 22 te Nieuwer Amstel, het huidige Amsterdam. Boven had hij zijn praktijk, beneden zijn woning. Hij maakte ook allerlei middeltjes tegen het ouder worden, tegen aambeien en tegen zenuw- en andere slepende ziekten. Zijn werk was niet geheel vrij van controverse, blijkens waarschuwingen van de Vereniging tegen de kwakzalverij jegens zijn producten. Zijn recept werd desondanks ook na zijn dood gebruikt door de lokale apotheek.